# Steven Kane
Steven Kane (ur. 5 czerwca 1980 w Newtownards) – brytyjski kierowca wyścigowy pochodzący z Irlandii Północnej.

## Kariera

### Formuła Ford
Kane rozpoczął karierę w wyścigach samochodowych w 2000 roku, od startów w Festiwalu Formuły Ford. Nie zdobył tam jednak punktów. Rok później w Avon Tyres Formula Ford Eurotour Brytyjczyk był dziewiąty w klasie pierwszej, ale w klasie drugiej zdołał zwyciężyć w dwóch wyścigach. Dorobek 40 punktów dał mu tytuł wicemistrzowski serii. W tym samym roku zdobył też tytuł mistrzowski w Formule Ford Zetec Junior Britain.

### Formuła 3
W 2003 roku Steven rozpoczął starty w Brytyjskiej Formule 3. W tymże sezonie był jednym z zawodników dominujących w wyścigach klasy narodowej. Sześć zwycięstw oraz 19 miejsc na podium przyniosło mu 316,5 punktu. Dało mu to tytuł wicemistrza w klasie narodowej. W 2004 roku przeniósł się do Hiszpańskiej Formuły 3 Tam zaś dziewięciokrotnie stawał na podium, a raz na jego najwyższym stopniu. Był trzeci w klasyfikacji kierowców. Do Brytyjskiej Formule 3 powrócił w sezonie 2005, kiedy to dwukrotnie stawał na podium, a raz zwyciężał. Uzbierane 97 punktów dało mu 9 lokatę w klasyfikacji głównej serii.

### Formuła Renault 3.5
Na sezon 2006 Brytyjczyk podpisał kontrakt z hiszpańską ekipą Epsilon Euskadi na starty w Formule Renault 3.5. W ciągu siedemnastu wyścigów uzbierał łącznie 15 punktów. Dało mu to 20 lokatę w klasyfikacji generalnej.

### Porsche
W 2006 roku Kane wystąpił w Brytyjskim Pucharze Porsche Carrera. Siedmiokrotnie tam zwyciężał, a trzynastokrotnie stawał na podium. Uzbierane 322 punkty dały mu trzecią lokatę w klasyfikacji kierowców. W tym samym sezonie wystartował także gościnnie w Porsche Supercup.

### British Touring Car Championship
W latach 2008, 2010 Brytyjczyk startował w brytyjskiej serii samochodów turystycznych British Touring Car Championship. W pierwszym sezonie startów trzykrotnie stawał na podium. Dorobek 86 punktów dał mu 11 miejsce w klasyfikacji. W 2010 roku był już szósty. Stało się tak dzięki ośmiu podiom oraz jednemu zwycięstwu.

### American Le Mans Series
W latach 2011–2012 Kane wystąpił w Amerykańskiej Serii Le Mans, gdzie dwukrotnie był piąty. W obu sezonach wygrał po jednym wyścigu, lecz w 2011 roku stawał czterokrotnie, a rok później dwukrotnie na podium.

## Statystyki
| Sezon | Seria                                      | Zespół                | Wyścigi | Zwycięstwa | PP | NO | Podium | Punkty | Pozycja |
| ----- | ------------------------------------------ | --------------------- | ------- | ---------- | -- | -- | ------ | ------ | ------- |
| 2000  | Festiwal Formuły Ford - Heats/Semi         |                       | 2       | 0          | 0  | 0  | 0      | 0      | NS      |
| 2000  | Avon Junior Zetec Challenge                |                       |         |            |    |    |        | 0      | NS      |
| 2001  | Avon Tyres Formula Ford Eurotour - Class 1 |                       | 3       | 0          | 0  | 0  | 0      | 16     | 9       |
| 2001  | Avon Tyres Formula Ford Eurotour - Class 2 |                       | 3       | 2          | 3  | 3  | 2      | 40     | 2       |
| 2001  | Festiwal Formuły Ford - Heats/Semi         |                       | 2       | 0          | 0  | 0  | 0      | 0      | NS      |
| 2001  | Festiwal Formuły Ford                      |                       | 1       | 0          | 0  | 0  | 0      | N/A    | NS      |
| 2001  | Brytyjska Formuła Ford Zetec Junior        |                       |         |            |    |    |        | 307    | 1       |
| 2002  | Brytyjska Formuła Renault                  | Mackie Motorsport     | 3       | 0          | 0  | 0  | 0      | 7      | 34      |
| 2003  | Brytyjska Formuła 3 - klasa narodowa       | T-Sport               | 24      | 6          | 4  | 12 | 19     | 316,5  | 2       |
| 2004  | Hiszpańska Formuła 3                       | Racing Engineering    | 12      | 1          | 1  | 2  | 7      | 100    | 3       |
| 2005  | Brytyjska Formuła 3                        | Promatecme F3         | 22      | 1          | 3  | 1  | 2      | 97     | 9       |
| 2005  | Grand Prix Makau                           | Promatecme            | 1       | 0          | 0  | 0  | 0      | N/A    | 20      |
| 2006  | Formuła Renault 3.5                        | Epsilon Euskadi       | 17      | 0          | 0  | 1  | 0      | 15     | 20      |
| 2007  | Brytyjski Puchar Porsche Carrera           | Motorbase Performance | 20      | 7          | 2  | 9  | 13     | 322    | 3       |
| 2007  | Porsche Supercup                           | HISAQ Competition     | 1       | 0          | 0  | 0  | 0      | 0      | NS      |
| 2008  | British Touring Car Championship           | Motorbase Performance | 29      | 0          | 0  | 2  | 3      | 86     | 11      |
| 2009  | Belgian Touring Car Series - S1            | Chad Racing           | 1       | 0          |    |    | 0      | 12,5   | 24      |
| 2010  | British Touring Car Championship           | Motorbase Performance | 30      | 1          | 0  | 0  | 8      | 169    | 6       |
| 2010  | British GT Championship - GT3              | Chad Racing           | 1       | 0          | 0  | 0  | 0      | 6      | 25      |
| 2011  | American Le Mans Series - LMP1             | Dyson Racing Team     | 7       | 1          | 0  | 0  | 4      | 64     | 5       |
| 2011  | Belgian Touring Car Series - S1            | Kia Belgium           | 2       | 0          | 1  | 1  | 1      | 28     | 14      |
| 2011  | British GT Championship - GT3              | Chad Racing           | 2       | 0          | 0  | 0  | 0      | 14     | 28      |
| 2011  | Speed EuroSeries                           | HMR                   | 2       | 0          | 0  | 1  | 0      | 9      | 44      |
| 2011  | Intercontinental Le Mans Cup - LMP1        | Oryx Dyson Racing     | 1       | 0          | 0  | 0  | 0      | 0      | NS      |
| 2012  | American Le Mans Series - LMP1             | Dyson Racing Team     | 7       | 1          | 0  | 0  | 2      | 48     | 5       |
| 2012  | Grand American Rolex Series - GT           | Oryx Racing           | 2       | 0          | 0  | 0  | 0      | 0      | NS      |
| 2013  | Blancpain Endurance Series - GT3 Pro Cup   | JRM                   | 5       | 0          | 0  | 0  | 1      | 39     | 8       |
| 2013  | Gulf 12 Hours - GT3                        | M-Sport Bentley       | 1       | 0          | 0  | 0  | 0      | N/A    | 4       |
| 2013  | ADAC GT Masters                            | JRM                   | 2       | 0          | 0  | 0  | 0      | 0      | NS      |
| 2014  | Blancpain Endurance Series - Pro Cup       | M-Sport Bentley       | 5       | 2          | 0  | 1  | 2      | 71     | 2       |
| 2014  | British GT Championship - GT3              | M-Sport Bentley       | 9       | 0          | 0  | 0  | 0      | 16     | 27      |
| 2014  | VLN Endurance - SP9                        | Bentley Motorsport    | 2       | 0          | 1  | 0  | 0      | 0      | NS      |

## Wyniki w Formule Renault 3.5
| Legenda oznaczeń w tabelach wyników Wyświetl szablon na nowej stronie | Legenda oznaczeń w tabelach wyników Wyświetl szablon na nowej stronie                                                                     |
| Oznaczenie                                                            | Wyjaśnienie |
| --------------------------------------------------------------------- | --- |
| Złoty                                                                 | Zwycięzca lub mistrzostwo |
| Srebrny                                                               | 2. miejsce lub wicemistrzostwo |
| Brązowy                                                               | 3. miejsce lub II wicemistrzostwo |
| Zielony                                                               | Ukończył, punktował (w klasyfikacji generalnej, gdy zdobył co najmniej jeden punkt na przestrzeni sezonu, poza trzema powyższymi opcjami) |
| Niebieski                                                             | Ukończył, nie punktował (w klasyfikacji generalnej, gdy nie zdobył co najmniej jednego punktu na przestrzeni sezonu)                      |
| Czerwony                                                              | Nie zakwalifikował się (NZ) |
| Czerwony                                                              | Nie prekwalifikował się (NPK) |
| Różowy                                                                | Nie ukończył (NU) |
| Różowy                                                                | Niesklasyfikowany (NS) (w klasyfikacji generalnej, gdy nie został sklasyfikowany w żadnym wyścigu sezonu)                                 |
| Czarny                                                                | Zdyskwalifikowany (DK) |
| Czarny                                                                | Wykluczony (WYK/EX) |
| Biały                                                                 | Nie wystartował (NW) |
| Biały                                                                 | Kontuzjowany (K/INJ) |
| Biały                                                                 | Wyścig odwołany (OD/C) |
| Bez koloru                                                            | Został wycofany (WYC/WD) |
| Bez koloru                                                            | Nie przybył (NP/DNA) |
| Bez koloru                                                            | Nie brał udziału w treningach (NT/DNP) |
| Bez koloru                                                            | Nie został zgłoszony (–) |
| Pogrubienie                                                           | Start z pole position |
| Kursywa                                                               | Najszybsze okrążenie wyścigu |
| †                                                                     | Nie ukończył, ale jego rezultat został zaliczony ze względu na przejechanie więcej niż 90% dystansu wyścigu.                              |
| *                                                                     | Sezon w trakcie |
| 1/2/3                                                                 | Punktowana pozycja w sprincie kwalifikacyjnym                                                                                             |
| Lista systemów punktacji Formuły 1                                    | |

| Rok  | Zespół          | Wyniki w poszczególnych eliminacjach | Wyniki w poszczególnych eliminacjach | Wyniki w poszczególnych eliminacjach | Wyniki w poszczególnych eliminacjach | Wyniki w poszczególnych eliminacjach | Wyniki w poszczególnych eliminacjach | Wyniki w poszczególnych eliminacjach | Wyniki w poszczególnych eliminacjach | Wyniki w poszczególnych eliminacjach | Wyniki w poszczególnych eliminacjach | Wyniki w poszczególnych eliminacjach | Wyniki w poszczególnych eliminacjach | Wyniki w poszczególnych eliminacjach | Wyniki w poszczególnych eliminacjach | Wyniki w poszczególnych eliminacjach | Wyniki w poszczególnych eliminacjach | Wyniki w poszczególnych eliminacjach | Punkty | Pozycja |
| ---- | --------------- | ------------------------------------ | ------------------------------------ | ------------------------------------ | ------------------------------------ | ------------------------------------ | ------------------------------------ | ------------------------------------ | ------------------------------------ | ------------------------------------ | ------------------------------------ | ------------------------------------ | ------------------------------------ | ------------------------------------ | ------------------------------------ | ------------------------------------ | ------------------------------------ | ------------------------------------ | ------ | ------- |
| 2006 | Epsilon Euskadi | ZOL                                  | ZOL                                  | MON                                  | TUR                                  | TUR                                  | ITA                                  | ITA                                  | SFR                                  | SFR                                  | DEU                                  | DEU                                  | GBR                                  | GBR                                  | FRA                                  | FRA                                  | ESP                                  | ESP                                  | 15     | 20      |
| 2006 | Epsilon Euskadi | 22                                   | 4                                    | 16                                   | 20                                   | 18                                   | 14                                   | 18                                   | 10                                   | 10                                   | NU                                   | 20                                   | 15                                   | 17                                   | 21                                   | 10                                   | 12                                   | 8                                    | 15     | 20      |